# Within the Woods
Within the Woods kratki je horror film scenarista i redatelja Sama Raimija snimljen 1978. godine. Raimi, dugogodišnji prijatelj s Bruceom Campbellom i drugim suradnicima snimio je ovaj uradak na Super 8 mm filmu s ciljem da prikupi sredstva za snimanje dugometražne verzije, koja će kasnije postati poznata pod imenom The Evil Dead hvaljena od kritike i publike.

## Radnja
Within the Woods veoma je slična The Evil Deadu što se tiče atmosfere, radnje, tempa i efekata. Grupa četvero prijatelja - Bruce (Bruce Campbell), Ellen (Ellen Sandweiss), Shelly (Mary Valenti) i Scotty (Scott Spiegel), unajmljuju kolibu u šumi.
Tijekom piknika s Ellen, Bruce nailazi na tajanstveni bodež i biva opsjednut duhom osvetoljubivog Indijanca. Bruce proganja i napada Ellen, te kasnije ubije Shelly i Scottyja prije nego što ga Ellen savlada.
U zadnjoj sceni filma, mrtvi Scotty naglo ustaje iza leđa Ellen koja plače zbog svega što se dogodilo, otkrivajući publici da je upravo on novi domaćin zlog duha.

## Poveznice sa serijalomEvil Dead
Within the Woods sadrži mnoge scene kasnije upotrijebljene u The Evil Deadu, te čak kratki dio upotrijebljen gotovo desetljeće kasnije u nastavku, Evil Dead II.
Imena Shelly (preimenovana u Cheryl) i Scotty upotrijebljena su u The Evil Deadu.

## Izdavanje i distribucija
Film je prikazan tijekom Rocky Horror Picture Showa nakon što mu je jedan od kritičara dao pozitivnu ocjenu. Ovo je bio dokaz Bruceu Campbellu, Samu Raimiju i Robertu Tapertu da znaju napraviti kvalitetan horror film. Naposljetku su osigurali novac za snimanje dugometražne verzije, The Evil Dead, koja je postala veliki hit i proslavila ih.
Film je dostupan u bootleg formatu, iako u niskoj kvaliteti i zamućene slike. Unatoč želji obožavatelja da se film stavi kao dodatak na DVD izdanju The Evil Deada, zbog pravnih problema oko glazbe upotrijebljene u filmu, to nije moguće. Još jedan mogući razlog je i taj što Raimi film smatra amaterskim i nepodobnim za službeno izdavanje.

## Vanjske poveznice
- Within the Woods u internetskoj bazi filmova IMDb-a
- Within the Woods  Arhivirana inačica izvorne stranice od 22. kolovoza 2007. (Wayback Machine) - neslužbena web stranica o serijalu Evil Deadu. Obiluje informacijama o filmu Within the Woods.